# Porteño

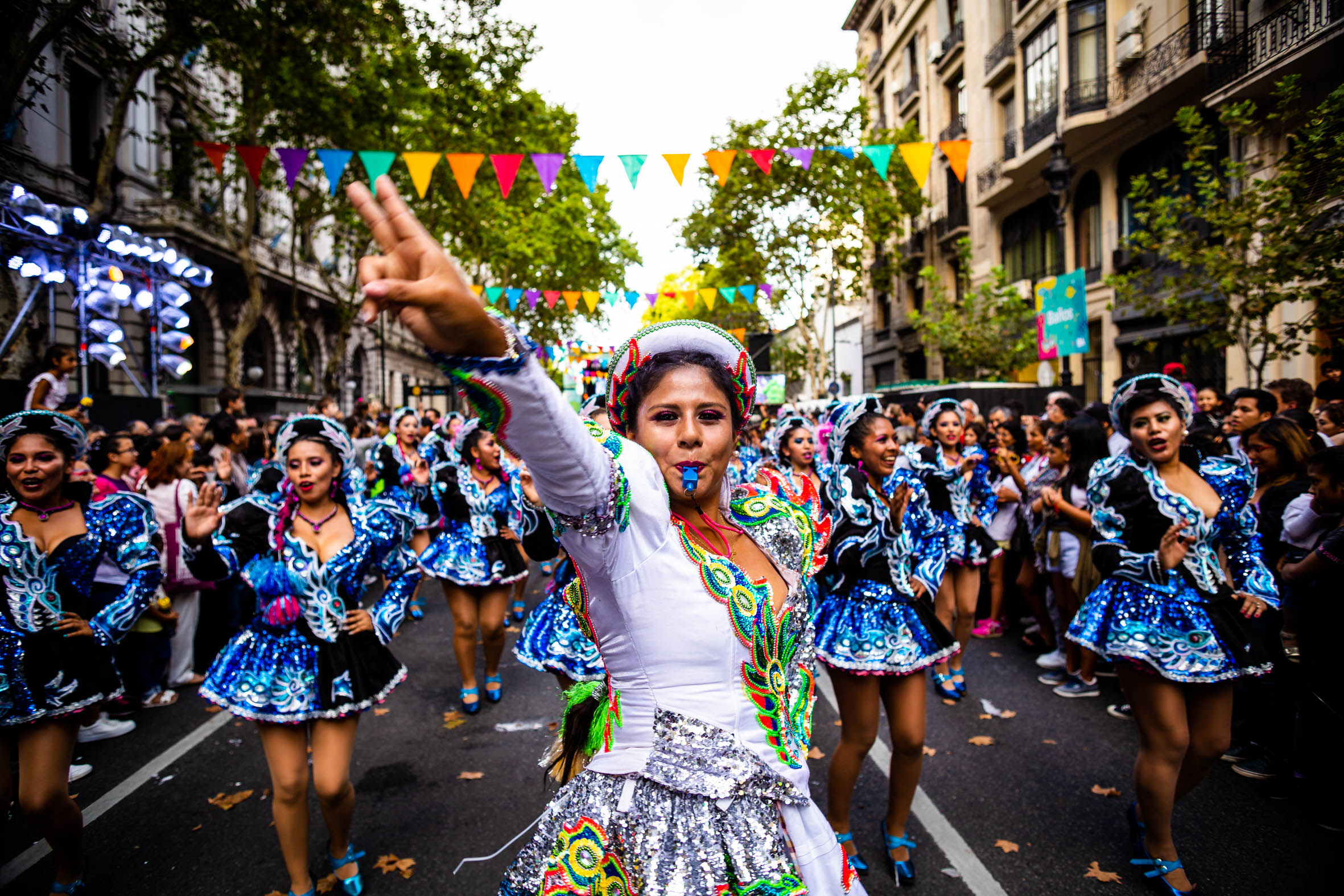
Karnawał w Buenos Aires (2019)

Porteño - termin, który odnosi się do osoby, która mieszka w portowym mieście, ale może być również używany jako przymiotnik na wszystko związane z tymi miastami portowymi. Określenie jest związane z Buenos Aires, gdzie Porteño jest określeniem mieszkańców tego miasta i pochodzi z końca XIX wieku.